# Hervormingsschool Ruiselede

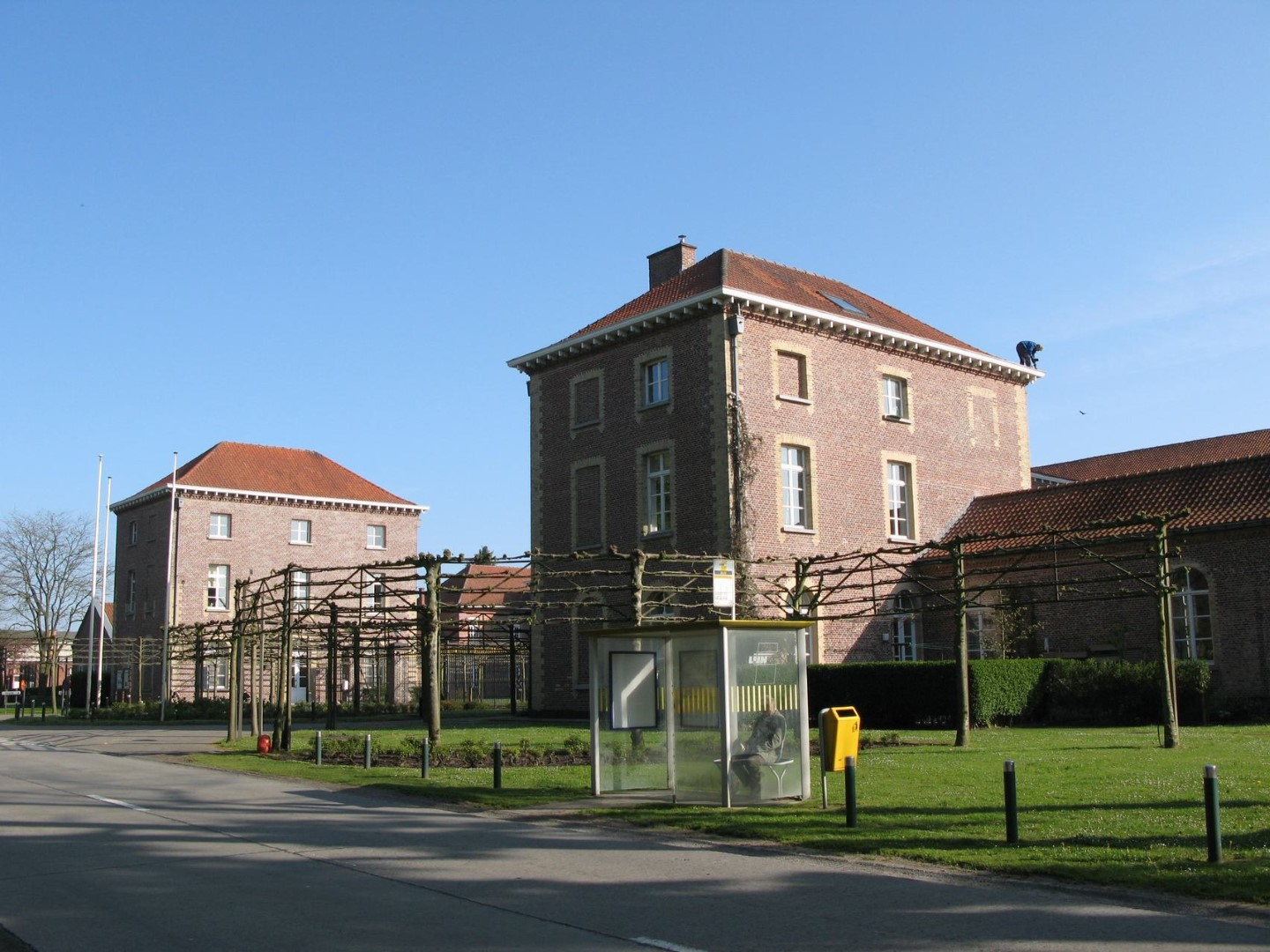
Hervormingsschool / De Zande Ruiselede

In 1849 wordt op de grens van de toenmalige de gemeenten Ruiselede en Wingene op het vroegere Sint-Pietersveld (van de Sint-Pietersabdij van Gent) een École de Réforme (Hervormingsschool) opgericht voor straatkinderen, jeugdcriminelen en verwaarloosde jongeren. Deze instelling bleef, na enkele naamsveranderingen, tot op heden bestaan en is nu opgesplitst in de Gemeenschapsinstelling voor Bijzondere Jeugdbijstand De Zande  en het Penitentiair Landbouwcentrum (PLC), een moderne open strafinstelling waar een beperkt aantal gedetineerden tewerkgesteld zijn. 

## Van suikerfabriek naar hervormingsschool
In 1836 startte de “Société de Bruges pour la Fabrication de Sucre de Betteraves’ in een uithoek van toenmalige gemeente Ruiselede met de bouw van een suikerfabriek. Het gehele productieproces, van teelt tot verwerking van de suikerbieten zou ter plaatse uitgevoerd worden op een domein van 127 ha. Er komt een grootschalige en monumentale suikerraffinaderij in neoclassicistische stijl. Door gebrekkige kennis van zaken en door de ongeschikte magere zandgrond kan men het project niet waarmaken en wordt het reeds gestopt in 1839.  
In 1848 kocht de staat de terreinen en vervallen gebouwen van de suikerfabriek om op 1 uur wandelafstand van elk bewoond centrum een hervormingsschool op te richten voor 500 jongens: de "Ecole de Réforme de Ruysselede".
In de jaren 1840 is er een dubbele economische crisis in Vlaanderen. De industriële revolutie met de opkomst van de machinale productie verdringt de handenarbeid van de huisnijverheid van wevers en spinners. En in de jaren 1840 is er door aardappelziekte en een mislukte graanoogst sprake van hongersnood. Door voedselgebrek trekken kinderen en jongeren de straat op. Bedelarij, landloperij en diefstal namen sterke uitbreiding. Het aantal jeugdige landlopers in de gevangenissen steeg sterk.  De opsluiting van deze jongeren samen met criminelen in gevangenissen wordt steeds minder gezien als een oplossing. In 1848 komt er een wet die voorziet in het afzonderlijk onderbrengen van jeugdige behoeftigen in hervormingsscholen om hen op leiden tot landbouwwerkman of tot andere ambachten die op het platteland worden uitgeoefend. 
In de gebouwen van de suikerfabriek werd de eerste schoolhoeve gestart. In april 1849 kwamen de eerste 40 bewoners, ook kolonisten genoemd, vanuit de gevangenis van Sint-Hubert naar Ruiselede en wordt begonnen met het bewerken van de akkers. In 1849 wordt in Ruiselede ook begonnen met de ombouw en uitbreiding van de bestaande gebouwen. De klei voor de stenen van de gebouwen wordt ter plaatse gedolven en gebakken. 
Er kwam een hoofdgebouw met een gevel van 120 meter lengte, een eetzaal voor 500 jongens en één voor het personeel, een cellencomplex, klassen, kantoren, 4 slaapzalen met 124 bedden, een overdekt zwembad, woningen voor de directeur en voor de aalmoezeniers, een boerderij, werkhuizen en een kerk. Er komt een gastenverblijf en sportterreinen. Vanaf 1859 werden er in de nabijheid huizen voor personeel gebouwd en er kwamen aparte scholen voor de kinderen van het personeel. 
In 1851 werd de de maximum capaciteit van 500 leerlingen reeds overschreden.
Bij het hoofdgebouw werden nog bijkomende woonvleugels gebouwd waardoor er in 1917 740 jongens konden verblijven. 
In 1859 had de boerderij reeds 186 ha in gebruik waarvan 20 ha groentetuin en boomgaard.

## Ecole de Réforme de Ruysselede
De benaming werd in de loop der jaren meermaals gewijzigd: Ecole de Bienfaisance de l’Etat, Staatweldadigheidsschool, Rijksopvoedingsgesticht en sinds 1991 Gemeenschapsinstelling voor Bijzondere Jeugdbijstand De Zande, en in de volksmond ‘het verbeteringsgesticht’.
De hoofdopdracht  blijft: instaan voor de zorg en opvang van probleemjongeren die, omwille van een problematische opvoedingssituatie of omwille van gepleegde feiten, door de jeugdrecht tijdelijk uit hun gezin of milieu van herkomst verwijderd worden.
In eerste instantie was de hervormingsschool een beroepsopleiding gericht op de landbouw en aanverwante ambachten. Het accent lag minder op straf (gevangenis) maar op (her)opvoeding (hervormingsschool). De doelstelling was om de jongeren te begeleiden tot nuttige burgers en bekwame arbeiders, om armoede en bedelarij uit te roeien. Er werd een volledige vorming beoogd met naast onderwijs ook sport, muziek en toneel,

## Matrozenopleiding in de Succursale

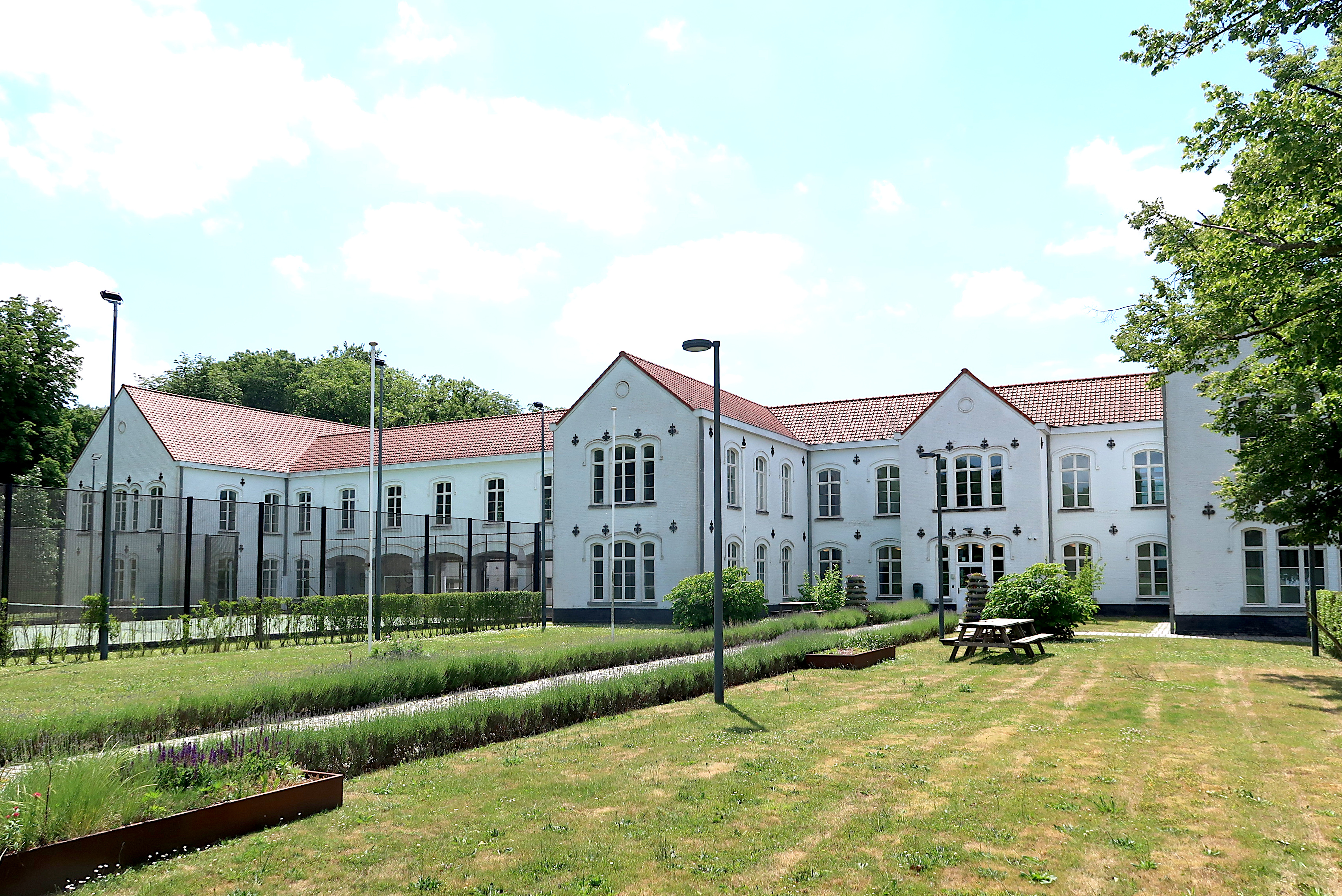
Succursale / De Zande Wingene

Oorspronkelijk lag het in de bedoeling om in de “Ecole de Réforme van Ruiselede” enkel beroepsopleidingen voor inzet op het platteland te geven. Reeds in 1852 werd aan het leerplan een “matrozenopleiding” toegevoegd voor opleiding tot lichtmatroos. Dit experiment was zo succesvol en het aantal scholieren nam dusdanig toe dat men in 1854 besloot in de nabijheid van het hoofdgesticht, op het grondgebied van Wingene, een bijhuis, beter gekend als “Succursale” te bouwen, dat in 1857 in gebruik werd genomen.
Een Antwerpse reder schonk de volledige uitrusting van een zeilschip met twee masten. Met ook nog afgedankte uitrusting van marineschepen kon men een driemaster opbouwen van 30 meter lang. Er rond werd een vijver gegraven zodat het schoolschip in het water lag. 
In 1913 werd de opleiding opgedoekt omdat de vraag naar lichtmatrozen sterk afnam door de intrede van de stoommachine in de scheepvaart. Het opleidingsschip werd in 1913 ontmanteld en de omringende vijver wordt zwemwater, Scheepsput genoemd. Deze raakte in verval en werd gesloten voor het publiek. Sinds 2015 is de Scheepput weer open voor publiek als recreatiepark.
Na de opheffing van de matrozenschool (1913) werden in het gebouw van de Succursale ‘bedelende’ of ‘landlopende’ kinderen onder de elf jaar ondergebracht. In 1930 was de bevolking van de instelling dermate teruggelopen dat alle leerlingen in hoofdgebouw van de Hervormingsschool konden worden ondergebracht. De ‘succursale’ werd overgedragen aan de toenmalige Regie van Telegrafie en Telefonie die het nabijgelegen intercontinentale Radiozendstation Belradio uitbaatte. 
In 1975 krijgen de minderjarigen in Succursale op het grondgebied Wingene nieuwe en moderne paviljoenen en zijn de gebouwen de "Gemeenschapsinstelling voor Bijzondere Jeugdbijstand De Zande (Campus Wingene)".

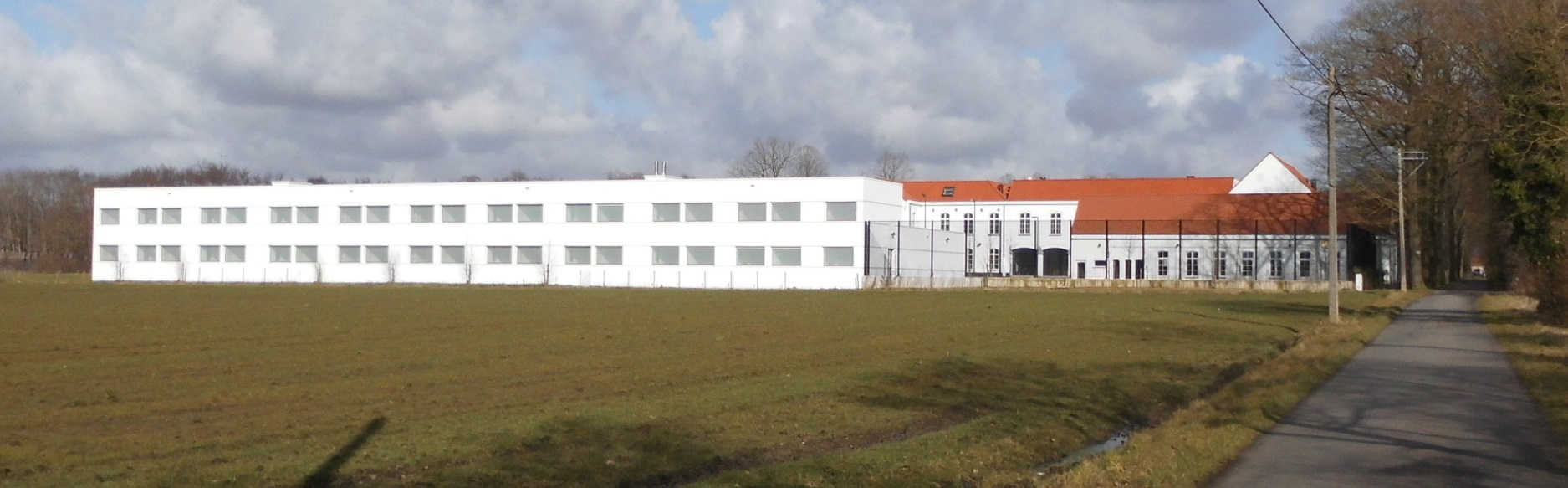
De Zande Wingene: nieuwe gebouwen

## Penitentiair Landbouwcentrum
Het  Penitentiair Landbouwcentrum (PLC)  is ontstaan uit de ‘Ecole de Réforme de Ruysselede”. Door de mechanisatie van de landbouw en verminderde interesse voor landbouwwerk ging de boerderij van de Hervormingsschool een mindere rol spelen.  In 1934 werd de boerderij van 140 ha volledig afgestaan aan het Ministerie van Justitie, Directoriaat-Generaal Strafinrichtingen. Als "Penitentiair Landbouwcentrum" is de boerderij bestemd voor volwassen gevangenen onder open regime. Er worden landlopers tewerkgesteld. Na de Tweede Wereldoorlog kreeg de inrichting het statuut van gevangenis en werden er veroordeelde gedetineerden opgesloten. Voor het ogenblik verblijven in deze gevangenis gedetineerden van gemeen recht. Zij werken op het open veld, de boerderij of maken zich nuttig in anderen diensten van de gevangenis. Het open regime legt de nadruk op zelfdiscipline. De veiligheid wordt verzekerd door een opvoedend regime dat op een vrijwillig aanvaarde tucht steunt. Binnen deze gevangenis worden projecten opgezet om de re-ntegratie van de gedetineerden maximaal te bevorderen. Bijzonder is een drugsproject om gedetineerden drugsvrij te leren leven.